# Монастырь босых кармелиток (Тюбинген)
Монастырь босых кармелиток (нем. Edith-Stein-Karmel) — бывший женский монастырь, располагавшийся в баден-вюртембергском городе Тюбинген; был создан в 1978 году на вилле, расположенной на берегу реки Неккар — недалеко от старого города. Был распущен в 2011 году.

## История и описание
3 декабря 1978 года епископ Роттенбург-Штутгарта Георг Мозер (нем. Georg Moser, 1923—1988) подписал «учредительный договор» о создании в Тюбингене монастыря босых кармелиток «Эдит-Штайн-Кармель»; местом расположения новой общины стала вилла на берегу реки Неккар, в непосредственной близости от района Альтштадт. Монастырь получил своё имя в честь философа и монахини Эдиты Штайн, погибшей в Освенциме и канонизированной в 1998 году.
Босые кармелитки, являющиеся представителями одного из ответвлений ордена кармелитов (см. Орден босых кармелитов), вели «созерцательную» жизнь в стенах монастыря. Витражи в монастырской часовне были созданы по эскизам католического священника и художника Зигера Кёдера (нем. Sieger Köder, 1925—2015). 3 декабря 2008 года викарный епископ Томас Мария Ренц провёл мессу в ознаменование тридцатилетия монастыря. В 2011 году, поскольку в обители осталось только две монахини, она была распущена. К 2015 году в бывшем гостевом доме при монастыре было открыто отделение центра помощи беженцам, оказывающего психологическую помощь лицам, недавно прибывшим из зон боевых действий и/или подвергавшихся насилию. 